# Emili García
Emili Josep García Miramontes (Andorra la Vella, 11 gennaio 1989) è un calciatore andorrano, centrocampista del Pas de la Casa.

## Carriera

### Club
Ha giocato nella prima divisione andorrana, oltre che nelle serie minori spagnole (quarta divisione) e francesi (quarta e quinta divisione). Nel corso degli anni ha anche giocato 5 partite nei turni preliminari delle competizioni UEFA per club (una in Champions League, 3 in Europa League ed una in Conference League).

### Nazionale
Ha esordito con la nazionale andorrana nel 2008.

## Palmarès

### Club

#### Competizioni nazionali
- Primera Divisió: 2

Inter Escaldes: 2019-2020, 2020-2021
- Copa Constitució: 1

Inter Escaldes: 2020
- Supercopa andorrana: 2

Inter Escaldes: 2020, 2021